# JAC Motors
La JAC Motors (Cinese: 江淮汽车; pinyin: Jiānghuái Qìchē; ufficialmente Anhui Jianghuai Automobile Co., Ltd.) è una casa automobilistica statale con sede ad Hefei, Anhui, in Cina fondata nel 1964.

## Storia
Il L’azienda venne fondata nel 1964 come Hefei Jianghuai Automobile Factory, il nome venne cambiato in Anhui Jianghuai Automobile Co., Ltd. nel 1997.
La società venne quotata alla Borsa di Shanghai nell’agosto 2001.
La JAC ha storicamente prodotto solo camion e veicoli industriali pesanti (con il marchio Jianghui), i primi veicoli commerciali leggeri e SUV sono apparsi negli 2000. JAC collaborò con la Hyundai Motor Company all'inizio degli anni 2000 nel tentativo di espandere la sua linea di prodotti: nel 2003 firma un accordo per la licenza di produzione dei modelli H-1 e Santa Fe da assemblare in Cina a proprio marchio e nel 2007 entrano in produzione quando riceve l’autorizzazione da parte del governo cinese per la costruzione di autovetture. La Santa Fe viene ribattezzata JAC Rein mentre la Hyundai H-1 diventa JAC Refine.
Nel 2005 viene inaugurato il centro stile JAC di Torino e stringe un accordo con Pininfarina per la progettazione di una nuova gamma di vetture composta da berline e monovolume di segmento C da produrre nel 2010 in modo indipendente.
Nel 2008 viene lanciata la JAC J3 (Tongyue), disegnata e progettata insieme a Pininfarina nelle versioni berlina e hatchback 5 porte e successivamente debutta la JAC J6 (Heyue RS) monovolume a cinque e sette posti oltre alla grande berlina JAC J7 (denominata Binyue in Cina), divenuta nota per la somiglianza con il modello Mercedes Classe C (W203).
Nel 2009, il governo cinese ha dichiarato di aver sostenuto il consolidamento dell'industria automobilistica cinese, facendo valutare agli analisti la possibilità di fusione tra JAC e la Chery poiché entrambi i costruttori avevano sede nella provincia di Anhui ed entrambi avevano produzioni differenti (JAC prevalentemente veicoli industriali e commerciali, Chery costruiva principalmente autovetture). Tuttavia JAC dichiarò di non essere interessata alla fusione anche per via delle maggiori dimensioni aziendali di Chery che avrebbero portato ad un ridimensionamento nelle scelte strategiche per la stessa JAC. 
Sempre nel 2009 si ha il lancio di altre vetture per rispondere al governo alla mancata fusione con Chery ed entrando quindi in diretta concorrenza con il costruttore cinese: debutta la JAC J2 (Yueyue), city car di segmento A concorrente della Chery QQ. Nel 2010 si ha l’annuncio di un nuovo programma per la produzione di veicoli elettrici. JAC entra nella classifica dei dieci produttori di veicoli in Cina, vendendo 458.500 unità per una quota di mercato del 2,5% e raggiungendo l'ottavo posto. Al salone di Pechino vengono presentati diversi prototipi elettrici tra cui due realizzati da Pininfarina: la B-MPV e la B-Class (berlina che diventerà la JAC J5).
Nel 2011 entra in produzione la JAC J5 (nome cinese Heyue), berlina di segmento C anch'essa disegnata da Pininfarina e nelle classifiche di vendita la casa scende al nono posto vedendo quasi 500.000 veicoli.
Negli anni successivi la JAC incrementa la sua presenza soprattutto nei mercati del sud-ast asiatico e sud americani stringendo numerosi accordi con importatori locali. Per il mercato italiano venne stretto un accordo con la DR Automobiles nel 2016 per commercializzare alcuni modelli di SUV riomologati secondo le normative antinquinamento europee. Il primo veicolo commercializzato dalla DR è la JAC Refine S3 ribattezzata DR 4.
Nell’aprile del 2016 JAC firma una joint venture con il costruttore NIO per la realizzazione di un nuovo stabilimento per produrre autovetture elettriche ad Hefei. Il sito sarà completato nel maggio del 2018 dopo 26 mesi con l’entrata in produzione del primo veicolo: la NIO ES8.
Nel 2018 viene siglata una joint venture con il gruppo Volkswagen che prevede la realizzazione di un nuovo stabilimento produttivo e la commercializzazione di vetture elettriche. Nel 2019 JAC e Volkswagen lanciano il nuovo marchio SOL che vede la collaborazione di JAC nella produzione e di SEAT nella progettazione e l’ingegnerizzazione delle vetture.
Nel 2020 il gruppo Volkswagen firma delle lettere di intenti tra Volkswagen (China) Investment Co. Ltd. e il Governo della provincia di Anhui, per l’aumento della partecipazione di Volkswagen Group nella joint venture JAC-Volkswagen, dall’attuale 50% al 75%. Un passaggio che necessita anche dell’investimento in JAG (JAC Group), controllante di JAC Motors e di proprietà del Governo. L’accordo tra le parti prevede l’investimento di una cifra pari a un miliardo di euro e dovrebbe concludersi entro la fine dell’anno. Volkswagen inoltre acquisirebbe il 50% di JAG (JAC Group).
A fine 2021 viene commercializzata in Messico l'elettrica JAC E10X, in altri mercati denominata Sehol E10X, con motore da 44 kW, batteria da 30,2 kWh ed autonomia massima dichiarata di 360 km.

## Veicoli prodotti

### La gamma attuale

#### Berline medio-grandi
- JAC Jiayue A5 (dal 2019)

#### Minivan
- JAC Refine M3 (dal 2015)
- JAC Refine M4 (dal 2016)
- JAC Refine M5 (dal 2002)
- JAC Refine M6 (dal 2017)
- JAC Refine R3 (dal 2018)

#### SUV
- JAC Refine S2 (dal 2015)
- JAC Refine S2 Mini (dal 2016)
- JAC Refine S3 (dal 2016)
- JAC Refine S4 (dal 2018)

#### Commerciali
- JAC Sunray
- Jac T8 e T8 Pro
- JAC T9

### Modelli fuori produzione
- JAC Binyue (2008–2012)
- JAC Rein (2007-2013)
- JAC Heyue A20 (2013–2014)
- JAC Yueyue (2012–2016)
- JAC Heyue Tongyue (2008-2017)
- JAC Heyue (2011-2017)
- JAC Refine M2 (2011–2018)
- JAC Heyue A30 (2013-2019)
- JAC Refine S5 (2013-2019)
- JAC Refine A60 (2016–2020)
- JAC Refine S7 (2017–2020)

## Marchi e filiali

### Sehol

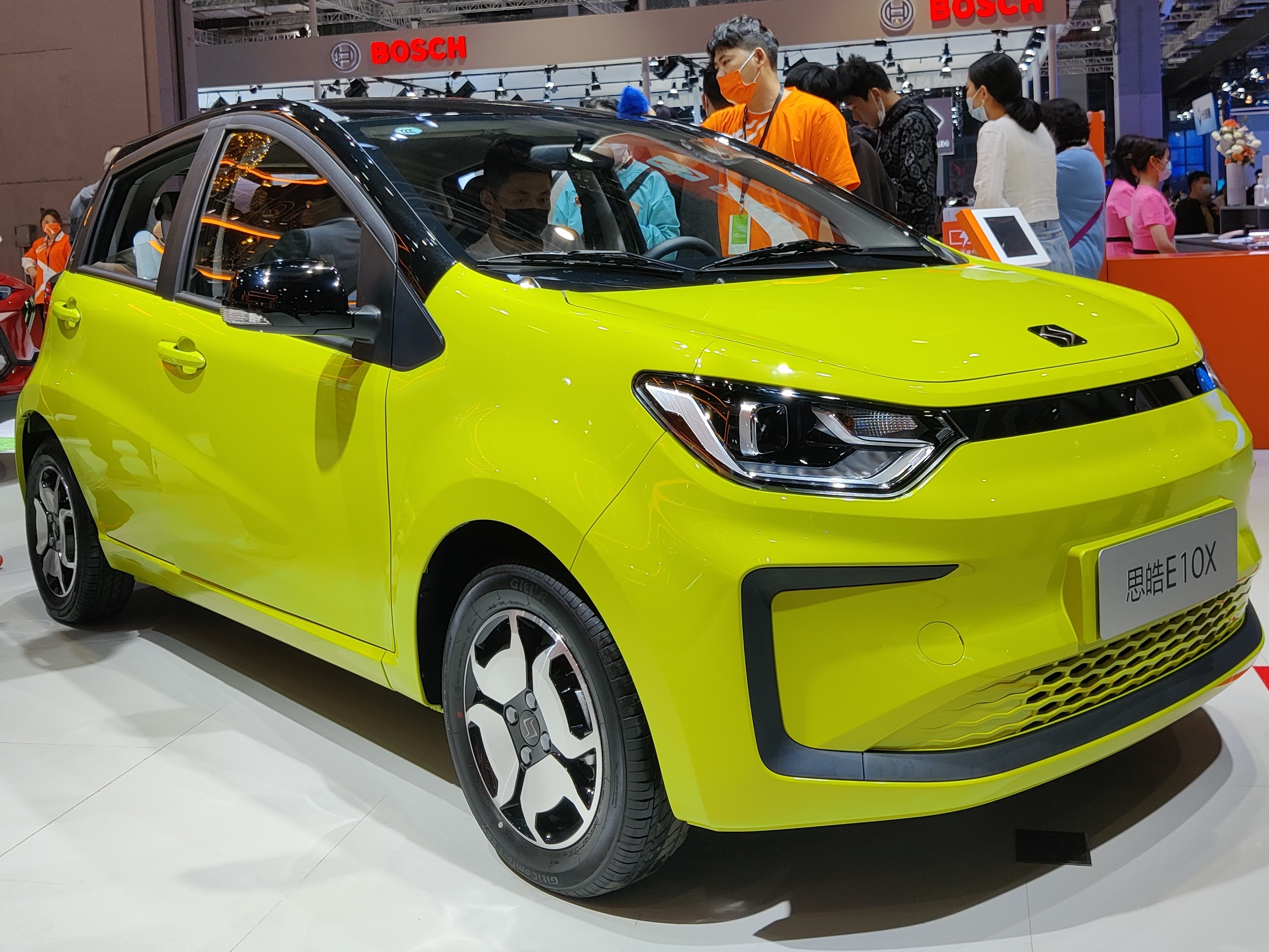
Sehol E10X
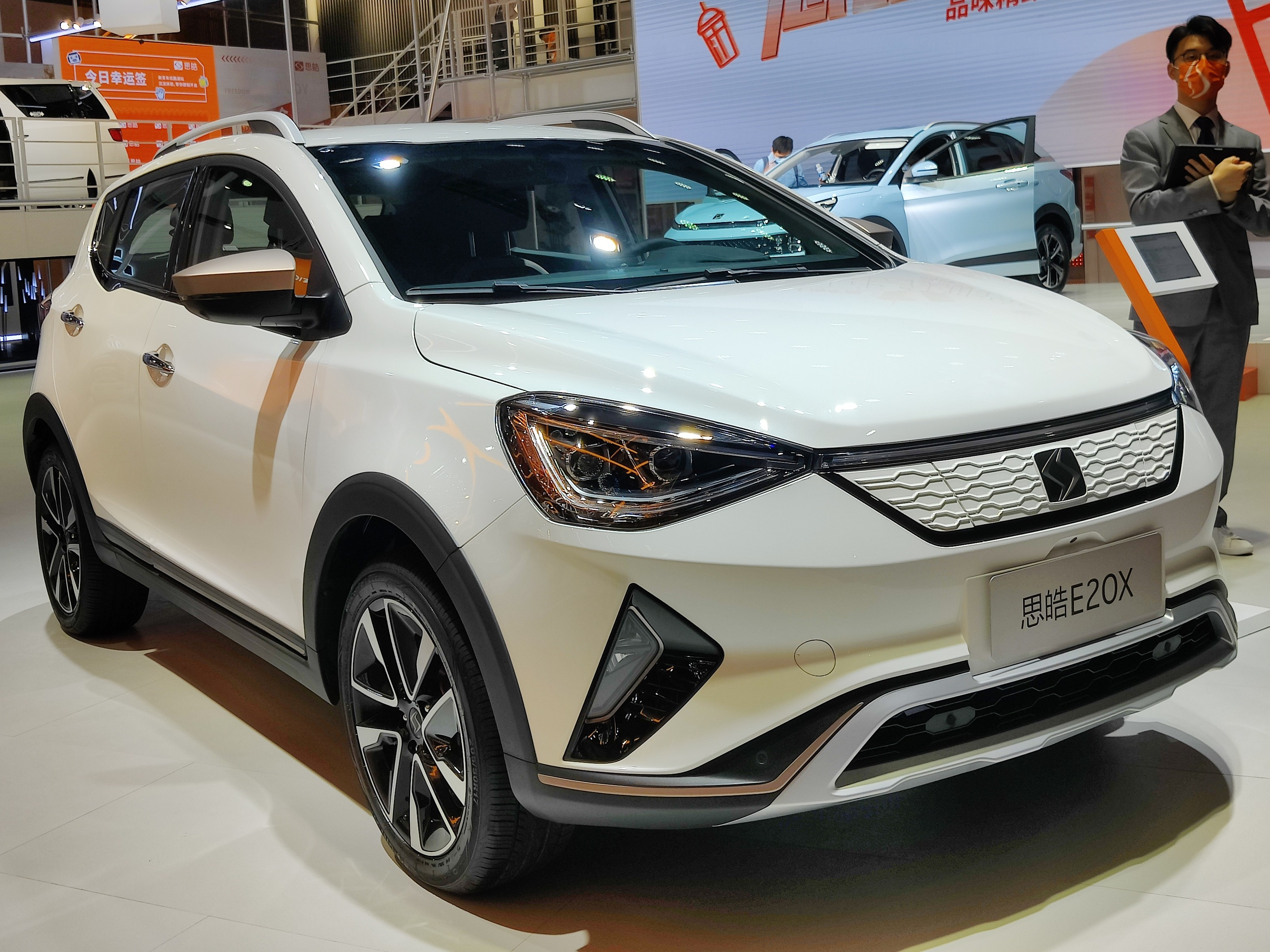
Sehol E20X
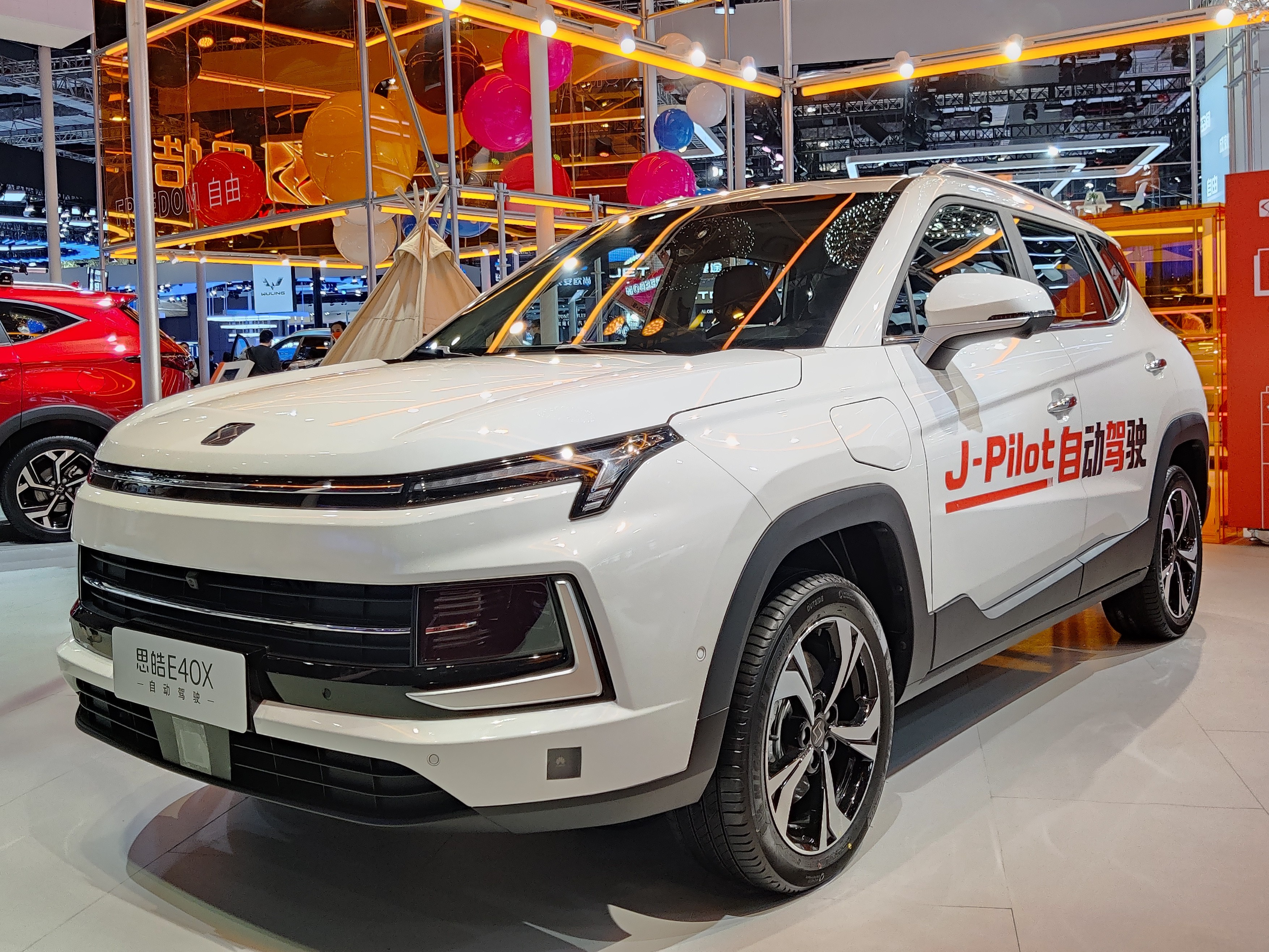
Sehol X4
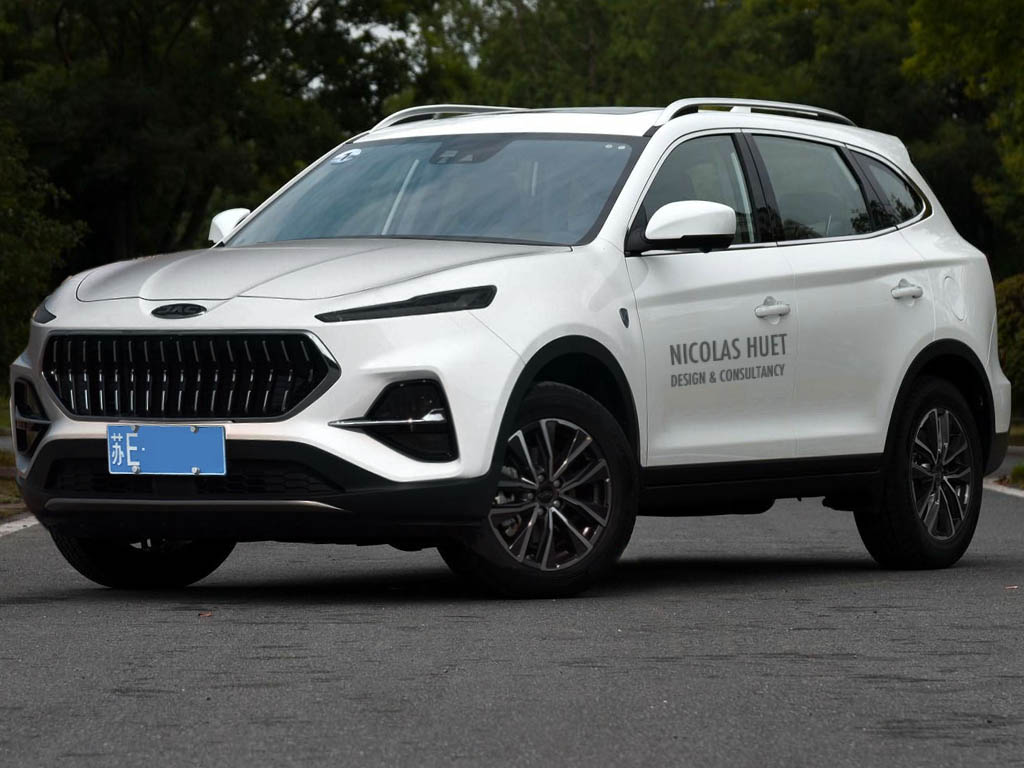
Sehol X7
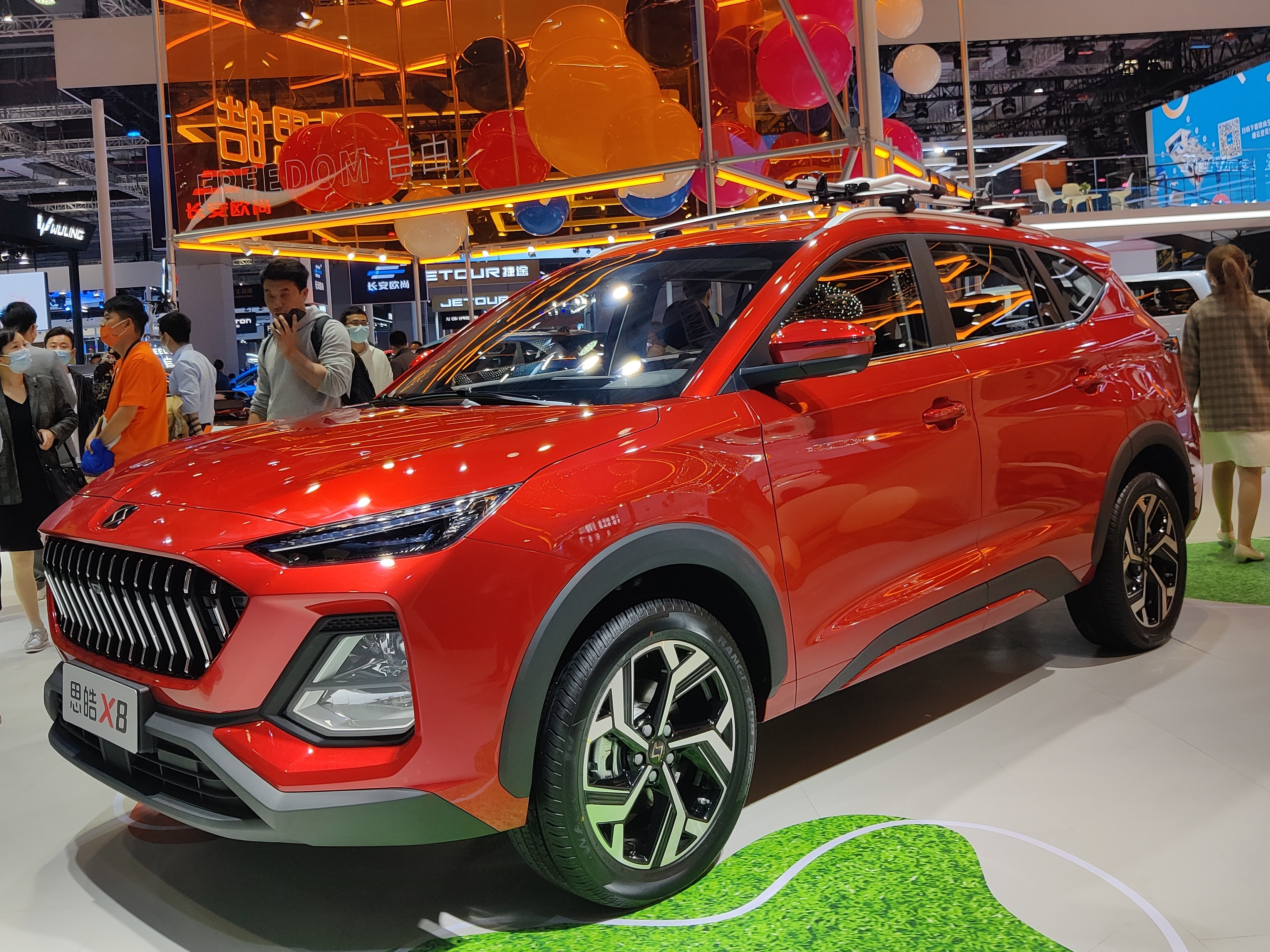
Sehol X8
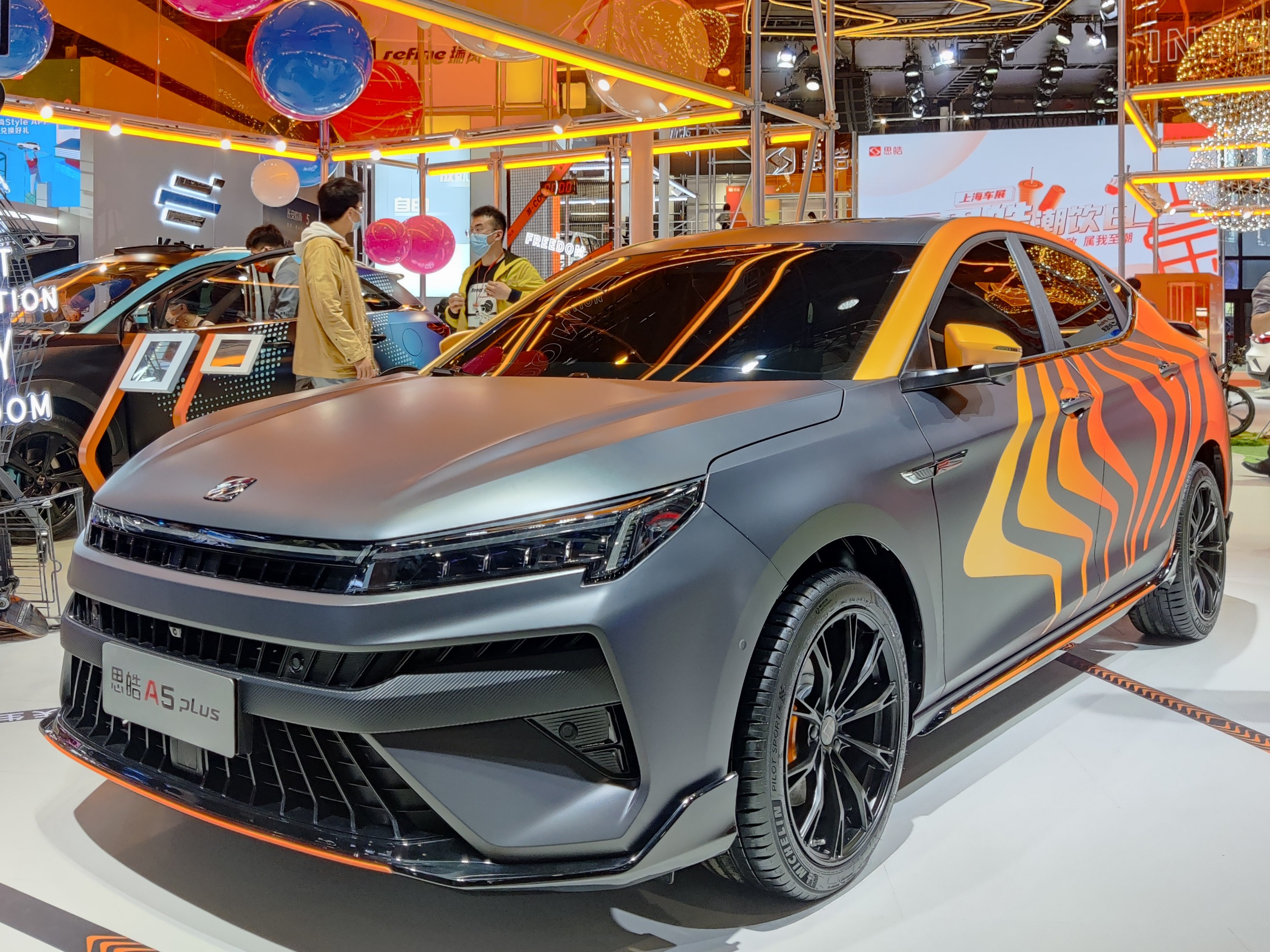
Sehol A5 Plus
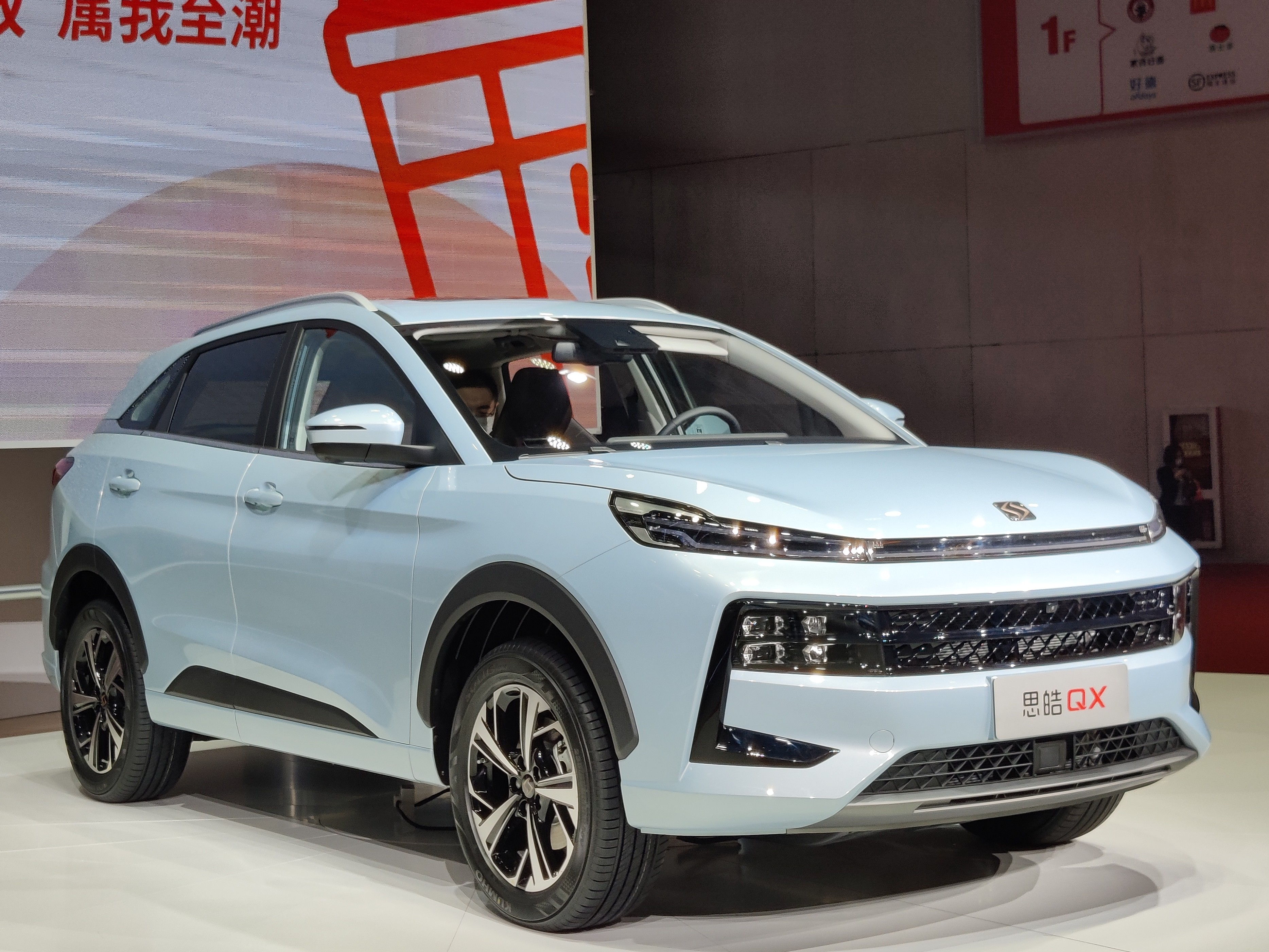
Sehol QX

- Sehol E10X
- Sehol E20X
- Sehol E40X
- Sehol X7
- Sehol X8
- Sehol A5 Plus
- Sehol QX

### Yiwei
- Yiwei E10X

### Ankai
HFF 6110GS